# Cantonul Macouria
Cantonul Macouria este un canton din arondismentul Cayenne, Guyana Franceză, Franța.

## Comune
- Macouria